# Elektroaktiv polymer
Elektroaktiva polymerer (EAP) är polymerer som ändra form under påverkan av en elektrisk spänning. Dessa material kan användas som muskler i robotarmar. Det finns två huvudgrupper, dielektriska och jonära EAP.
- Dielektriska elektroaktiva polymerer leder ingen ström. Materialet ändrar form på grund av den elektriska fältstyrkan mellan elektroderna på framsida och baksida. Här krävs stora fältstyrkor och höga spänningar. Se vidare elektret.
- Jonära elektroaktiva är jonledare. De ändrar form vid spänningar på några volt, men här krävs det också en elektrisk ström för att hålla en viss form. Ionic polymeric metal composite, IMPC, är ett kompositmaterial som kan förmås att ändra form om det utsätts för en spänning.